# 宋佳倫
宋佳倫（1983年—），暱稱十夜，長期從事性別運動，皮繩愉虐邦發言人，曾任臺灣綠黨第十五屆中央執行委員兼企劃部主任、農業支黨部召集人。

### 從政歷程
2010年11月，第11屆臺北市議員選舉第五選區（中正、萬華區）候選人4號宋佳倫2215票，得票率1.17%，未當選。
2012年1月，因個人理念與生涯規劃，聲明請辭綠黨秘書處企劃部主任職務。之後淡出政治工作。

## 外部連結
- 綠黨（页面存档备份，存于）
- 中央選舉委員會選舉資料庫（页面存档备份，存于）
- 皮繩愉虐邦（页面存档备份，存于）